# Ignacy Konstanty
Ignacy Jakub Konstanty vel Ignacy Kwak pseud.: Szmaragd, Topaz (ur. 25 maja 1906 w Chicago, zm. 3 lipca 1972 w Nowym Sączu) – polski nauczyciel, podporucznik piechoty Polskich Sił Zbrojnych i Armii Krajowej, cichociemny.

## Życiorys
Ignacy Konstanty zamieszkał w Nowym Sączu w wieku 4 lat. Ukończył szkołę podstawową w Starym Sączu, a następnie uczył się w gimnazjum w Nowym Sączu. Zdał maturę w gimnazjum w Gorlicach w 1927 roku. Ukończył studia na Uniwersytecie Jagiellońskim w 1936 roku uzyskując tytuł magistra filologii klasycznej. W międzyczasie odbył służbę wojskową w 1 pułku strzelców podhalańskich w Nowym Sączu. W okresie 1932–1933 uczył się w Szkole Podchorążych Rezerwy Piechoty w Cieszynie. Od 1 września 1936 roku do 30 czerwca 1939 roku pracował jako nauczyciel języków klasycznych w Dąbrowie Tarnowskiej.
We wrześniu 1939 roku nie został zmobilizowany. Przekroczył granicę polsko-węgierską 11 stycznia 1940 roku. W lutym 1940 roku znalazł się we Francji, gdzie dostał przydział do 1 kompanii, I baonu 4 Warszawskiego pułku strzelców pieszych 2 Dywizji Strzelców Pieszych. 25 kwietnia 1940 roku został skierowany na kurs aspirantów w Camp de Coëtquidan, po ukończeniu którego w maju został skierowany do 7 pułku piechoty 3 Dywizji Piechoty. Po klęsce Francji w czerwcu 1940 roku przedostał się do Wielkiej Brytanii, gdzie 6 lipca został przydzielony do 8 kompanii III baonu 1 Brygady Strzelców.
Po przeszkoleniu w minerstwie i dywersji został zaprzysiężony 31 stycznia 1943 roku w Oddziale VI Sztabu Naczelnego Wodza. Zrzutu dokonano w nocy z 19 na 20 marca 1943 roku w ramach operacji „Beam”. Dostał przydział do Inspektoratu Rejonu Zamość Okręgu Lublin AK na stanowisko oficera do zleceń. W pierwszych dniach lipca dostał przydział do „Kompanii Warszawskiej”, z którą 23 września 1943 roku brał m.in. udział w odbiciu więźniów z więzienia w Biłgoraju (uwolniono 73 więźniów, w tym m.in. prof. Ludwika Ehrlicha). Od listopada 1943 roku do 4 czerwca 1944 roku walczył w oddziałach partyzanckich: „Podkowy”, „Zapory” i „Groma”. W czerwcu 1944 roku wyjechał do Warszawy, gdzie zaskoczył go wybuch powstania warszawskiego, w którym walczył na Żoliborzu (II Obwód „Żywiciel” Warszawskiego Okręgu Armii Krajowej – pluton saperów). Zbiegł z konwoju jeńców prowadzonych po upadku powstania do obozu w Pruszkowie.
1 marca 1945 roku rozpoczął pracę w Liceum Ogólnokształcącym w Starym, a następnie w Nowym Sączu (I Liceum Ogólnokształcące w Z.S.O. nr 1 im. J. Długosza). W 1969 roku przeszedł na emeryturę.
8 kwietnia 1945 roku Ignacy Konstanty dowodził oddziałem, który odbił z rąk NKWD więźniów aresztowanych za przynależność do AK.

## Odznaczenia
- Krzyż Srebrny Orderu Virtuti Militari.

## Życie rodzinne
Ignacy Konstanty był synem Jakuba i Matyldy z domu Baraściak. Ożenił się w 1946 roku z Barbarą Księżyk (ur. w 1923 roku), z którą miał syna Konstantego Krzysztofa (ur. w 1947 roku).